# Picria
Picria es un género de plantas de flores de la familia Scrophulariaceae con dos especies. 

## Especies seleccionadas
- Picria fel-terrae
- Picria surinamensis

## Sinónimo
- Curanga